# الفرس (بني حشيش)
الفرس هي إحدى قرى عزلة رجام بمديرية بني حشيش التابعة لمحافظة صنعاء، بلغ تعداد سكانها 3572 نسمة حسب تعداد اليمن لعام 2004.